# Jeanne Friot
Jeanne Friot est une styliste de prêt-à-porter née en 1995 à Paris.

## Biographie

### Jeunesse et études
Jeanne Friot naît en 1995 à Paris. Sa mère Sandrine Runser est directrice artistique musique et son père Vincent Friot est artiste peintre, plasticien.
Elle passe un Bac Arts appliqués puis intègre à 18 ans l’École supérieure des arts appliqués Duperré dans le 3e arrondissement de Paris. Elle réalise ses stages auprès des marques APC, Kitsuné et Wanda Nylon.
Elle est diplômée de l'Institut Français de la Mode, où elle rencontre son mentor, le néerlandais Josephus Thimister, directeur artistique de Balenciaga au milieu des années 1990. Elle se dit également inspirée par les autrices Virginie Despentes, Maggie Nelson et Monique Wittig.

### Carrière
Jeanne Friot lance sa marque en 2020.
En juin 2024, elle présente sur le toit de l'école Duperré sa cinquième collection, hiver 2025 pour laquelle elle s'est inspirée de Debbie Harry, Grace Jones, Maggie Nelson et Françoise Sagan.
Elle réalise en 2024 la tenue de Jeanne d'Arc pour la cérémonie d'ouverture des Jeux Olympiques d'été à Paris. Elle est alors présentée comme l'une des fers de lance de la mode française.

## Distinctions
- Chevalière de l'ordre des Arts et des Lettres (2025)